# Disques Vogue
La Disques Vogue è stata una casa discografica francese fondata nel 1947.

## Storia
La Vogue nacque nel 1947 a Villetaneuse su iniziativa dei produttori discografici Léon Cabat e Charles Delaunay.
Diventò in breve una delle più note etichette francesi, lanciando artisti come Johnny Hallyday, Antoine, Christophe, Françoise Hardy, Gérard Jaffrès, Jacques Dutronc e molti altri.
Nel 1951 venne inaugurata una propaggine britannica dell'etichetta: la Vogue Records.
Nel 1972 venne ridisegnata l'etichetta dei dischi, affidando la grafica a Sonia Terk Delaunay pittrice e moglie di Robert Delaunay
Negli anni ottanta è stata acquistata dalla Sony BMG.
La distribuzione in Italia per molti anni è stata curata dalla Jolly, con alcune emissioni pubblicate solo in Italia e cantate per lo più in italiano.

## I dischi pubblicati
Per la datazione ci siamo basati sull'etichetta del disco, o sul vinile o, infine, sulla copertina; qualora nessuno di questi elementi avesse una datazione, ci siamo basati sulla numerazione del catalogo; se esistenti, abbiamo riportato oltre all'anno il mese e il giorno (quest'ultimo dato si trova, a volte, stampato sul vinile).

### 33 giri
| Numero di catalogo | Anno            | Interprete                | Titoli                    |
| ------------------ | --------------- | ------------------------- | ------------------------- |
| LPJ 5034           | 1963            | Françoise Hardy           | Françoise Hardy           |
| LPJ 5047           | 1965            | Petula Clark              | Petula Clark              |
| LPJ 5058           | 1965            | Udo Jürgens               | Udo Jürgens               |
| LPJ 5077           | 1967            | Antoine e Françoise Hardy | Antoine e Françoise Hardy |
| LPJ 5085           | 25 ottobre 1967 | Antoine                   | Antoine                   |
| LPJ 5086           | 1967            | Christophe                | Christophe                |
| LPJ 5088           | 1968            | Antoine                   | Antoine                   |

### 45 giri
| Numero di catalogo | Anno | Interprete                 | Titoli                                                       |
| ------------------ | ---- | -------------------------- | ------------------------------------------------------------ |
| J 35000            | 1962 | Françoise Hardy            | Le temps de l'amour/Ton meilleur ami                         |
| J 35024            | 1962 | Françoise Hardy            | Tous les garcons et les filles/Je suis d'accord              |
| J 35029            | 1962 | Françoise Hardy            | Quelli della mia età/Ci sto                                  |
| J 35035            | 1963 | Françoise Hardy            | È all'amore che penso/L'età dell'amore                       |
| J 35036            | 1963 | Françoise Hardy            | Le temps de l’amour/C’est à l’amour auquel Je pense          |
| J 35041            | 1963 | Françoise Hardy            | L'amore va/Il tuo migliore amico                             |
| J 35042            | 1963 | Françoise Hardy            | L'amour s'en va/Comme tant d'autres                          |
| J 35043            | 1963 | Françoise Hardy            | Vorrei capirti/Il saluto del mattino                         |
| J 35044            | 1963 | Françoise Hardy            | Le premier bonheur du jour/Saurai-Je                         |
| J 35045            | 1964 | Petula Clark               | Quelli che hanno un cuore/È finito tutto                     |
| J 35046            | 1964 | Danyel Gérard              | Se/Tu sei troppo lontana                                     |
| J 35053            | 1964 | Michel Paje                | Non c'è di che/Noi siamo nel vento                           |
| J 35055            | 1965 | Françoise Hardy            | La tua mano/Vorrei essere lei                                |
| J 35059            | 1965 | Petula Clark               | Invece no/Non mi guardi mai                                  |
| J 35066            | 1965 | Petula Clark               | Ciao ciao/Se te ne vai                                       |
| J 35067            | 1965 | Françoise Hardy            | Devi ritornare/La notte sulla città                          |
| J 35077            | 1965 | Udo Jürgens                | Diciotto anni capelli biondi/non è che una rosa              |
| J 35078            | 1965 | Christophe                 | Aline/Je ne t’aime plus                                      |
| J 35086            | 1965 | Christophe                 | Aline/Non ti amo più                                         |
| J 35087            | 1966 | Françoise Hardy            | Parlami di te/Nel mondo intero                               |
| J 35090            | 1966 | Christophe                 | Les marionnettes/Tu n’est plus comme avant                   |
| J 35099            | 1966 | Françoise Hardy            | Non svegliarmi mai/Ci sono cose più grandi                   |
| J 35100            | 1966 | Antoine                    | L'alienazione/Un'altra strada                                |
| J 35101            | 1966 | Christophe                 | Le marionette/Sei cambiata                                   |
| J 35104            | 1966 | Françoise Hardy            | La maison ou J'ai grandi/Il est des choses                   |
| J 35105            | 1966 | Antoine                    | Le divagazioni di Antoine/Senti cocca mia                    |
| J 35107            | 1966 | Antoine                    | Un elephant me regarde/Mais pas pour toi                     |
| J 35116            | 1966 | Christophe                 | Christina/Dimmi si, dimmi no                                 |
| J 35122            | 1966 | Christophe                 | J’ai entendu la mer/Tu es folle                              |
| J 35127            | 1967 | Antoine                    | Pietre/La felicità                                           |
| J 35128            | 1967 | Christophe                 | Sopra i tetti azzurri del moi pazzo amore/Io sono qui        |
| J 35129            | 1967 | Petula Clark               | Cara felicità/Cosa cerchi nel mondo                          |
| J 35137            | 1967 | Françoise Hardy            | Gli altri/I sentimenti                                       |
| J 35138            | 1967 | Michel Polnareff           | La ragazza ta ta ta/L'usignolo                               |
| J 35139            | 1967 | Pascal Danel               | Kilimandjaro/Gli ultimi tre minuti                           |
| J 35140            | 1967 | Antoine                    | Cannella/Un caso di follia                                   |
| J 35141            | 1967 | Christophe                 | Estate senza te/Io sono qui                                  |
| J 35157            | 1967 | Antoine                    | Titina/Cade qualche fiocco di neve                           |
| J 35159            | 1968 | Michel Polnareff           | Ame Caline/La tribù (Hippie Yeeeeh!)                         |
| J 35162            | 1968 | Antoine                    | La tramontana/Io voglio andare in guerra                     |
| J 35165            | 1968 | Petula Clark               | Kiss Me, Good Bye/È stato il vento                           |
| J 35168            | 1968 | Antoine                    | L'amico, la ragazza e il cane/Il mago                        |
| J 35172            | 1968 | Antoine                    | Buongiorno ciao/L'acqua è salita                             |
| VG 53002           | 1968 | Antoine                    | Un paese matto/Fred Astaire                                  |
| VG 53004           | 1969 | Antoine                    | Cosa hai messo nel caffè/Venite con noi                      |
| VG 53005           | 1969 | Don Fardon                 | Take a heart/How do you break a broken heart                 |
| VG 87002           | 1969 | Antoine                    | La sbornia/Mi piacerebbe                                     |
| VG 87007           | 1969 | Antoine                    | La canzone che io canto/Scappa Jo Jo                         |
| VG 87012           | 1970 | Antoine                    | Taxi/La partita                                              |
| VG 87014           | 1970 | Antoine                    | La canzonaccia/Il grande amore                               |
| VG 87017           | 1971 | Antoine                    | Ra-ta-ta/Inverno                                             |
| VG 87020           | 1971 | Antoine                    | Il dirigibile/Madame                                         |
| VI 2000            | 1971 | Alain Jory                 | En confidence/In confidenza                                  |
| VI 2001            | 1971 | Antoine                    | Invidio il volo pazzo delle rondini/Cosa hai messo nel caffè |
| VI 2005            | 1971 | Attilio e la sua orchestra | Tango dei Barbudos/Tango 007                                 |
| VI 2010            | 1972 | Jean François Michael      | Io e il mare/La finestra                                     |
| VI 2013            | 1972 | Antoine                    | Pop corn (cuore veloce)/Il fantasma                          |